# Болетопсис біло-чорний
Болетопсис біло-чорний (Boletopsis leucomelaena) — вид грибів роду болетопсис (Boletopsis). Гриб класифіковано у 1889 році.

## Будова
Плодові тіла однолітні. Шапка брудно-сіра, з віком буріє, майже чорна, округла, злегка опукла або вдавлена в центрі, діаметром 5-10 см. Поверхня шапки покрита кутикулою, що розтріскується з утворенням лусочок, сіра, брудно-сіра, з віком буріє. Тканина плодового тіла жорстка, на зламі рожевіє, з фіолетовим відтінком, пізніше бура, на ніжці зеленувата. Ніжка циліндрична, довжиною 2-4 см, центральна або ексцентрична, практично одного кольору з капелюшком. Трубочки короткі, білі або сіруваті, пізніше буріють. Поверхня пір кремова, глибоко в порах помітний світлий попелясто-сірий відтінок, пізніше поверхню пір стає сірувато-чорна, пошкоджені частини рожево-сірі; за формою пори округлі, з віком лабірінтоподібні або зубчасті. Гіфи роздуті, з пряжками. Спори майже кулясті, бородавчасті, бурі.

## Життєвий цикл
Плодоносить із серпня по жовтень.

## Поширення та середовище існування
Європа, Північна Америка. Зростає у вологих хвойних (ялинових) і змішаних лісах серед розрідженого земляного покриву; утворює мікоризу.

## Практичне використання
Їстівний гриб, але низьких смакових якостей.

## Природоохоронний статус
Включений до Червоної книги Білорусі 2-го видання (1993). Охороняється в Литві і Польщі.